# Torgny Lindgren
Gustav Torgny Lindgren (Raggsjö, Norsjö, província da Bótnia Ocidental Suécia, 16 de junho de 1938 – 16 de março de 2017) foi um escritor sueco.

## Vida
Lindgren nasceu em Raggsjö , filho de Andreas Lindgren e  Helga Björk. Estudou em Uma para se tornar professor e trabalhou como docente até meados da década de 1970. Lindgren foi durante vários anos um político local do Partido Social Democrata. Nos anos 80, converteu-se ao catolicismo. 
Lindgren começou como poeta em 1965, mas teve de esperar até 1982, ano do seu reconhecimento internacional, nesse ano publicou a obra Ormens väg på hälleberget (Edição portuguesa: Caminho da Serpente, 1990, Lisboa, Quetzal). Esta obra foi traduzida em 30 línguas e Lindgren é um dos escritores suecos contemporâneos mais bem sucedidos internacionalmente. 

## Academia Sueca
Torgny Lindgren ocupava a cadeira 9 da Academia Sueca, para a qual foi eleito em 1991.